# St. Thomas Morus (Gießen)

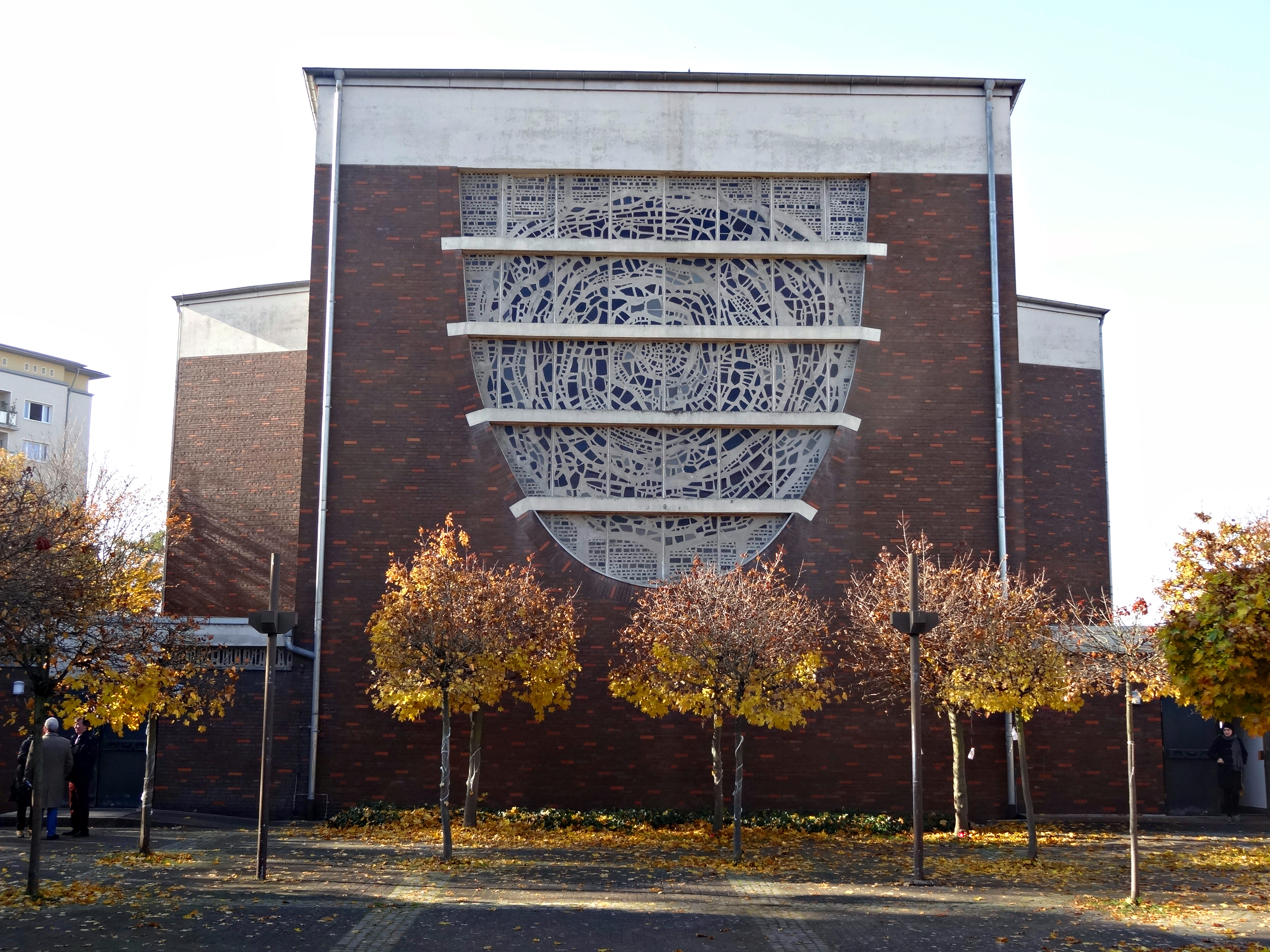
Ostseite von St. Thomas Morus in Gießen mit Kirchplatz

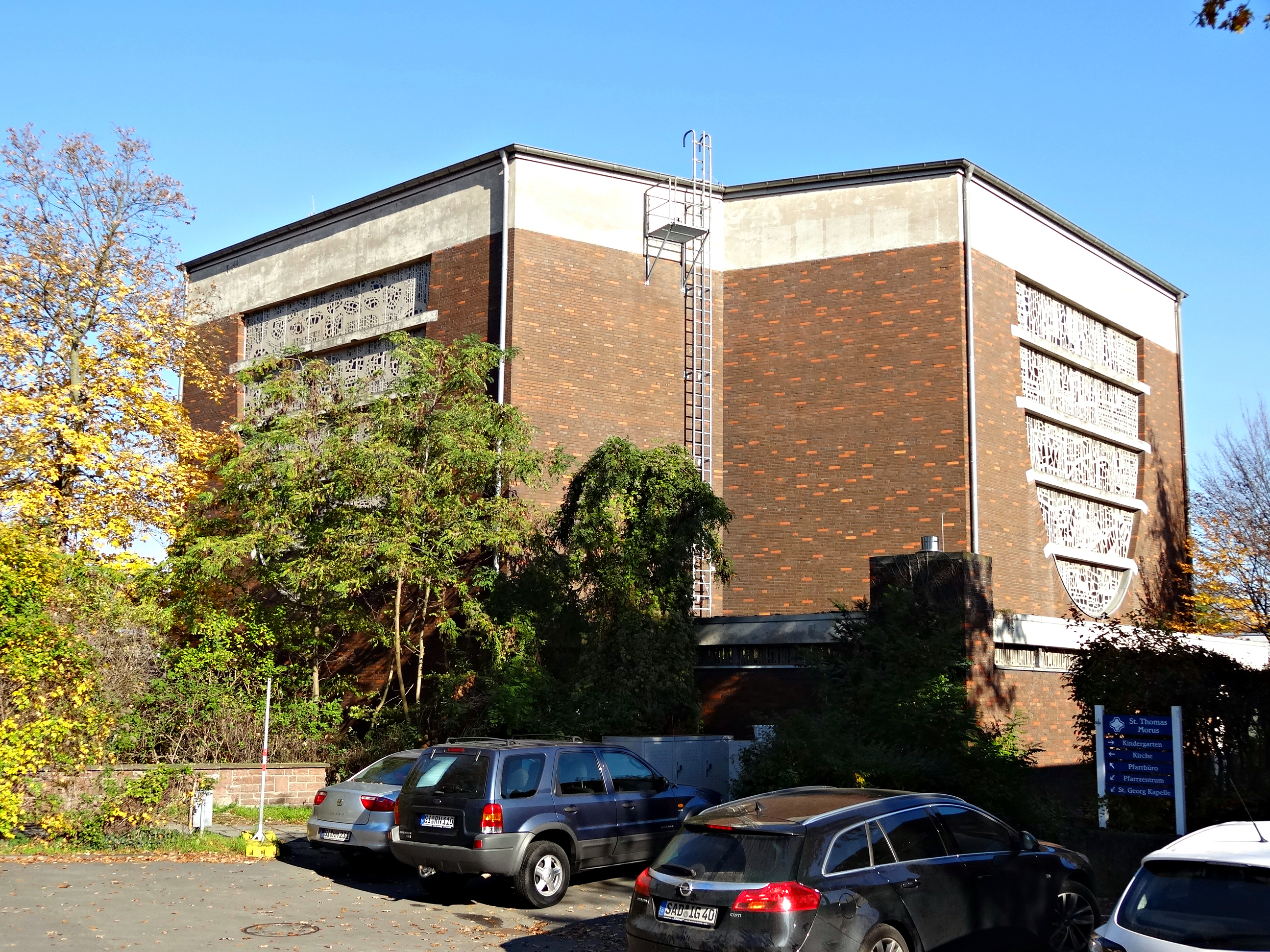
Kirche von Südwesten

St. Thomas Morus ist eine römisch-katholische Pfarrkuratie in Gießen und die jüngste der katholischen Kirchen der Stadt. Die im Stil der Moderne errichtete Hallenkirche wurde am 15. Juli 1967 durch Kardinal Hermann Volk geweiht und steht seit 2025 aus künstlerischen, geschichtlichen und städtebaulichen Gründen unter Denkmalschutz.

## Geschichte
Das katholische Leben der Stadt Gießen nahm im 12./13. Jahrhundert in einer romanischen „Kapelle“ am Kirchplatz seinen Anfang, die im 14. Jahrhundert durch eine gotische Hallenkirche ersetzt wurde. Mit Einführung der Reformation im Jahr 1532 gab es für über 250 Jahre keinen katholischen Priester mehr in der Stadt. Nachdem die katholische Gemeinde Ende des 18. Jahrhunderts wieder gewachsen war, wurde 1840 der Vorgängerbau von St. Bonifatius geweiht und 1905/1936 durch das heutige Gebäude ersetzt. Der Zustrom von Flüchtlingen aus Osteuropa nach dem Zweiten Weltkrieg führte 1957–1958 zum Bau von St. Albertus. Eine 1951 errichtete Baracke, die St.-Georgs-Kapelle auf dem Gelände des früheren Siechenhauses in der Licher Straße (heute: juristische Fakultät), die zu St. Bonifatius gehörte, erwies sich bald als zu klein. 1961 wurde das Pfarr-Rektorat Gießen-Ost gegründet und 1963 zur Pfarrkuratie St. Thomas Morus erhoben. Der damalige Gießener Stadtpfarrer und Geistliche Rat Karl Joseph Deuster sprach sich gegen die Gründung aus, da er eine Spaltung der örtlichen katholischen Gemeinde befürchtete. Die Suche nach einem Bauplatz erwies sich als schwierig und kam erst 1965 zu ihrem Abschluss. Der erste Spatenstich erfolgte am 6. Februar 1966, die Grundsteinlegung am 30. Mai 1966 durch Generalvikar Ludwig Haehnlein, das Richtfest am 18. November und die Weihe durch den damaligen Mainzer Bischof Hermann Volk am 15. Juli 1967. Kirchenpatron ist der Jurist, Politiker, Philosoph und Humanist Thomas Morus, der im Jahr 1535 den Märtyrertod starb. Im Jahr 1971 wurde eine Orgel eingebaut. Im Jahr 2015 folgte eine Innensanierung der Kirche.

## Architektur

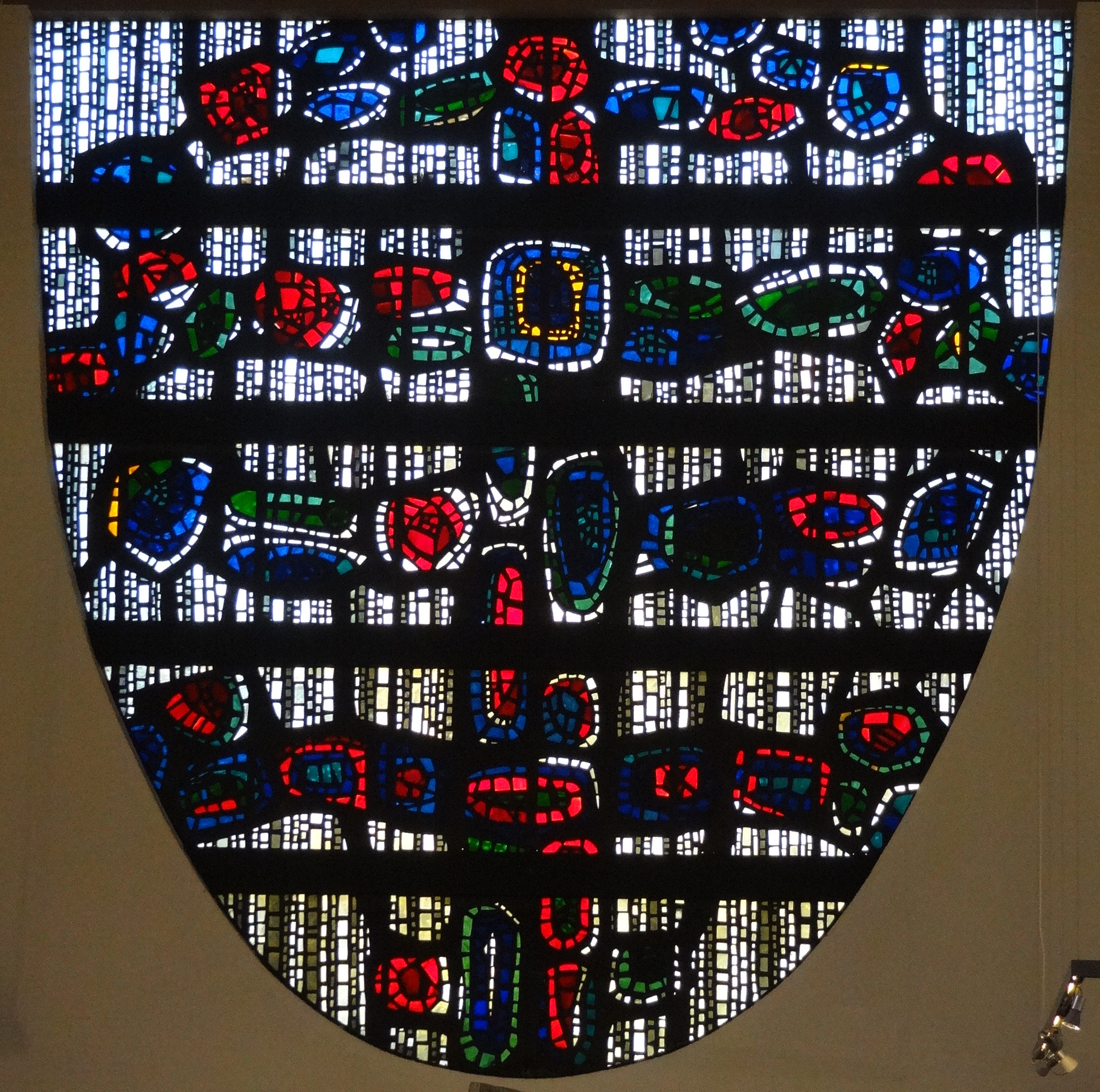
Der Baum des Lebens (Westfenster)

Die Hallenkirche ist an der Grünberger Straße am Gelände der Bergkaserne errichtet und bildet mit dem Kindergarten und dem Pfarrhaus ein Ensemble. Das Kirchenareal liegt zehn Meter über der angrenzenden Grünberger Straße in einer Höhe von 185 m NN. Der rote, flache Backsteinbau auf kreuzförmigem Grundriss, dessen Ostarm etwas verlängert ist, entstand nach Plänen des Architekten Hans Weber aus Amöneburg. Unterhalb der Traufe bildet ein umlaufendes weißes Band den oberen Mauerabschluss. Der Raum zwischen den Kreuzarmen wird durch niedrige Annexanbauten gefüllt, die als Gemeinderäume dienen.
Der wuchtige Bau wird durch parabelförmige Bleiglasfenster belichtet. An den Enden der Kreuzarme versorgen vier große Glasbetonfenster in Form von nach oben geöffneten Parabeln den Innenraum mit Licht. Sie werden durch vier horizontale Bänder gegliedert. Jupp Jost aus Hattersheim entwarf die bunten Bleiglasfenster mit abstrahierenden Motiven, die von den Farben Rot und Blau beherrscht werden. Sie wurden von der Firma Ignaz Donath & Sohn aus Gelsenkirchen-Buer ausgeführt. Das Fenster über dem Altarbereich im Westen zeigt den Lebensbaum, dessen Verästelungen verschiedene biblische Baummotive vereinen, wie den Paradiesbaum und das Kreuz Christi. Das Nordfenster bringt in Form und Farbe die Bewegung der göttlichen Gnade von oben nach unten und in umgekehrter Richtung das Gebet zum Ausdruck. Das Ostfenster ist Maria gewidmet und zeigt die „geheimnisvolle Rose“ (Rosa mystica) der Lauretanischen Litanei. Im Südfenster, in dem sich eine goldene Krone farblich abhebt, wird das Leben und Martyrium von Thomas Morus thematisiert.

## Ausstattung

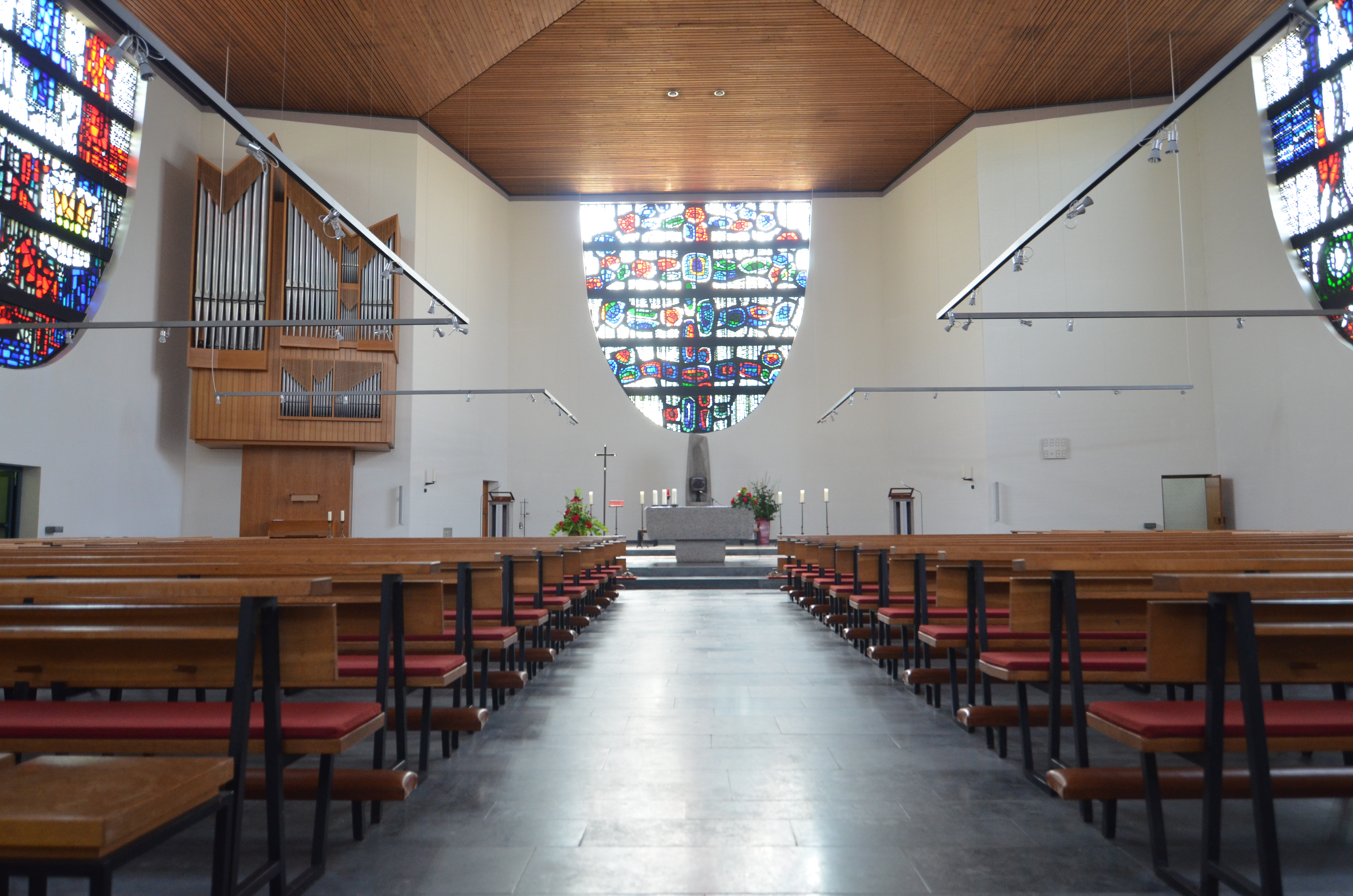
Innenansicht St. Thomas Morus mit Altarraum und Orgel westwärts

Die Innenraum wird nach oben durch eine holzverkleidete Decke abgeschlossen, die aus vier großen Fünfecken zusammengesetzt ist. Der helle Gemeinderaum bietet etwa 500 Besuchern Platz und ist damit der größte Kirchenraum des Stadtteils. Die Kirchenausstattung ist entsprechend der Erbauungszeit der Kirche schlicht und modern gehalten, er konzentriert sich auf das Wesentliche und setzt die liturgische Reform des Zweiten Vatikanischen Konzils um. Der massive Altarblock aus hellem Granit ruht auf einem kleineren Granitblock. In den Altar wurden Reliquien des Namenspatrons eingelassen. Unterhalb des Westfensters korrespondiert das nach vorne geöffnete, aus Granit gemeißelte Tabernakel mit dem Altar.
Der originale Kreuzweg in hochrechteckigen, beleuchteten Nischen wurde im Jahr 2008 durch transparente Seidentücher neu gestaltet. Auf einer Granitsäule mit runder Scheibe steht eine holzgeschnitzte, mit fünf goldenen Strahlen bekrönte Marienstatue in braun-blauem Gewand. Sie hält das Jesuskind in der linken und ein vergoldetes Zepter in der rechten Hand. Das Kirchengestühl bildet zwei Blöcke, die zum Altar im Westen ausgerichtet sind und einen Mittelgang freilassen. Ambo und Kanzel sind als einfache Pulte gestaltet und weisen dieselbe Form auf.

## Orgel

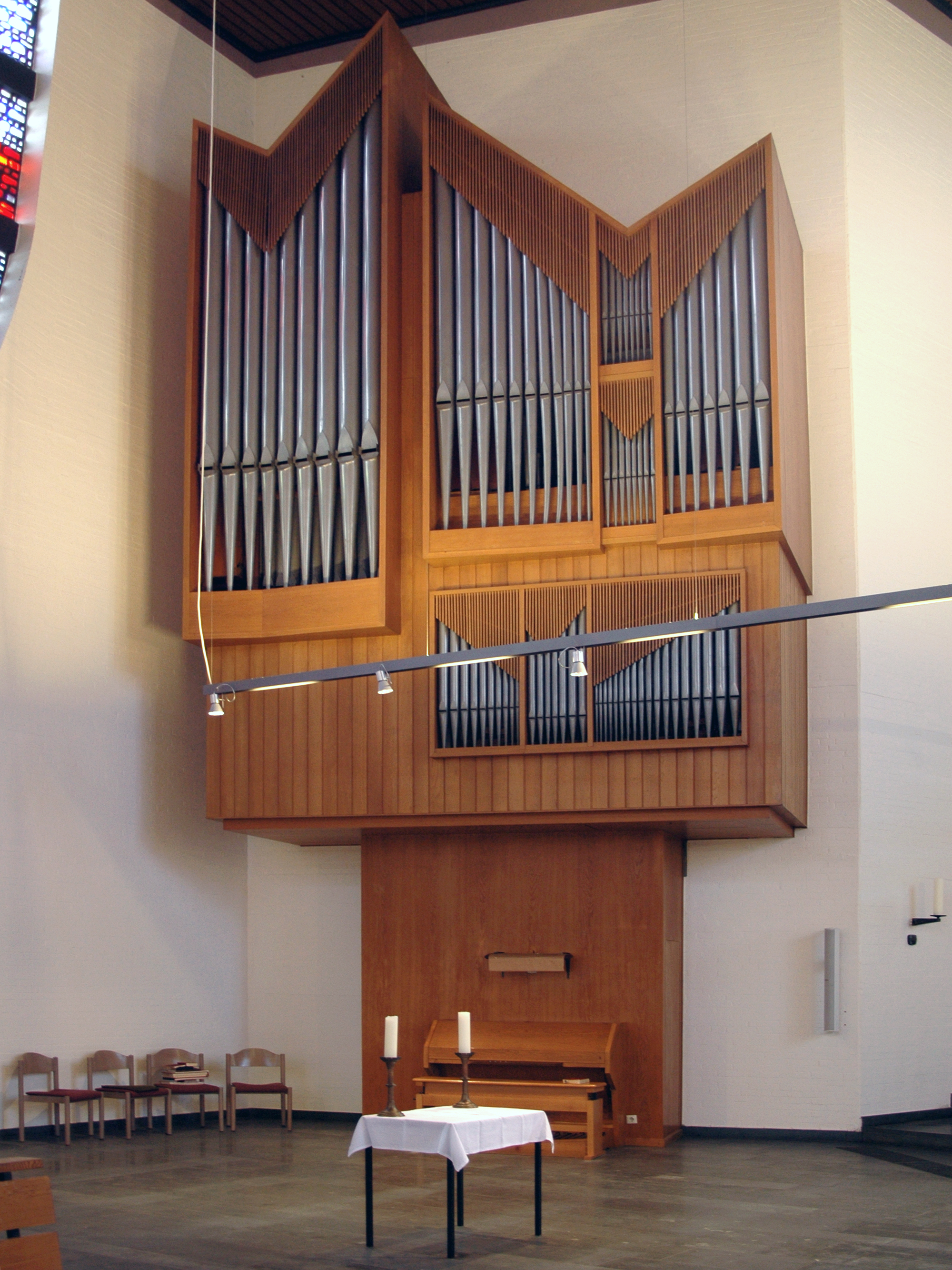
Kreienbrink-Orgel von 1971

St. Thomas Morus besaß zunächst eine kleine Orgel des Osnabrücker Orgelbauers Matthias Kreienbrink, die sechs Register hatte. Im Zuge des Orgelneubaus wurde das Instrument nach St. Marien in Großen-Buseck verkauft.
Seit 1971 befindet sich auf der Südseite links neben dem Altarraum die neue Orgel derselben Firma. Sie verfügt über zwei Manuale (Hauptwerk und Brustwerk) und Pedal mit insgesamt 21 Registern plus Spielhilfen. Die Disposition lautet wie folgt:
| I Hauptwerk C–g3 |       |
| Praestant        | 8′    |
| Hohlflöte        | 8′    |
| Oktave           | 4′    |
| Rohrflöte        | 4′    |
| Nasat            | 2 ⁄3′ |
| Gemshorn         | 2′    |
| Mixtur V         |       |
| Trompete         | 8′    |

| II Brustwerk C–g3 |    |
| Gedackt           | 8′ |
| Prinzipalflöte    | 4′ |
| Schwiegel         | 2′ |
| Sifflöte          | 1′ |
| Oberton II–III    |    |
| Scharff II        |    |
| Schalmey-Regal    | 8′ |

| Pedal C–f1   |       |
| Prinzipalbaß | 16′   |
| Subbaß       | 16′   |
| Oktavbaß     | 8′    |
| Gedacktbaß   | 8′    |
| Piffaro II   | 4′+2′ |
| Fagott       | 16′   |

- Koppeln: II/I, I/P, II/P
- Spielhilfen: 2 freie Kombinationen, Tutti

## Geläut
Die Bronzeglocke in dem freistehenden, aufgemauerten Durchgang im Norden wurde im Jahr 1901 vom Glockengießer Andreas Hamm in Frankenthal für St. Walpurgis in Groß-Gerau gegossen. Sie erklingt auf dem Schlagton d2 und wiegt 160 Kilogramm. Sie trägt an der Schulter zwischen zwei Zierfriesen die Inschrift: „ANDREAS HAMM SOHN GOSS MICH IM JAHRE 1901“ und unter dem Relief der Walburga an der Flanke die Inschrift „HEILIGE WALBURGIS, BITTE FUER UNS.“

## Kirchengemeinde
Die Kirchengemeinde umfasst etwa 3200 Mitglieder (Stand 2017). Seit 2012 führt sie in Verbindung mit der „Flüchtlingshilfe Gießen-Ost“ und in ökumenischer Zusammenarbeit mit den benachbarten evangelischen Kirchengemeinden das Projekt „GS80“ durch, das seinen Namen von der Adresse Grünberger Straße 80 erhalten hat. Das pastoral-diakonische Projekt bietet u. a. Integrations- und Sprachkurse, eine Teestube und Kinderbetreuung. Thomas Morus beherbergt eine Spanisch sprechende und eine eritreisch-orthodoxe Gemeinde und ist damit eine Simultankirche. Der Schwerpunkt der Seelsorge liegt bei den Alten, Kranken und Behinderten. Die kirchenmusikalische Arbeit und die Konzertreihe „Gloria Soli Deo – Gott allein zur Ehre“ wird von einem Förderverein unterstützt.
Seit der Gründung hatte St. Thomas Morus folgende vier Pfarrer:
- 1963–1973: Martin Luley, Generalvikar
- 1973–1983: Franz Stolle
- 1983–2011: Januarius Mäurer, Dekan
- 2011–2018: Matthias Schmid, Klinikseelsorger

Von 2018 bis 2022 war Hans-Joachim Wahl, Geistlicher Rat und Dekan, als Pfarradministrator für St. Thomas Morus tätig. Er wechselte als Bundespräses zum Kolpingverband nach Köln. Ab 2022 übernimmt Herr Erik Wehner die pfarrliche Leitung der Gießener Gesamtpfarrei (St. Albertus, St. Bonifatius und St. Thomas Morus).